# William Maddison
William John Maddison (Canning Town, 1882 - Westcliff-on-Sea, 10 juni 1924) was een Brits zeiler.
Maddison won de gouden medaille in de zeven meter klasse tijdens de Olympische Zomerspelen 1920.

## Olympische Zomerspelen
| Jaar | Plaats    | Resultaten     |
| ---- | --------- | -------------- |
| 1920 | Antwerpen | 7 meter klasse |

1908: Norman Bingley / Richard Dixon / Charles Rivett-Carnac / Frances Rivett-Carnac ·
1920: Robert Coleman / William Maddison / Cyril Wright / Dorothy Wright